# Peilstein-Warte

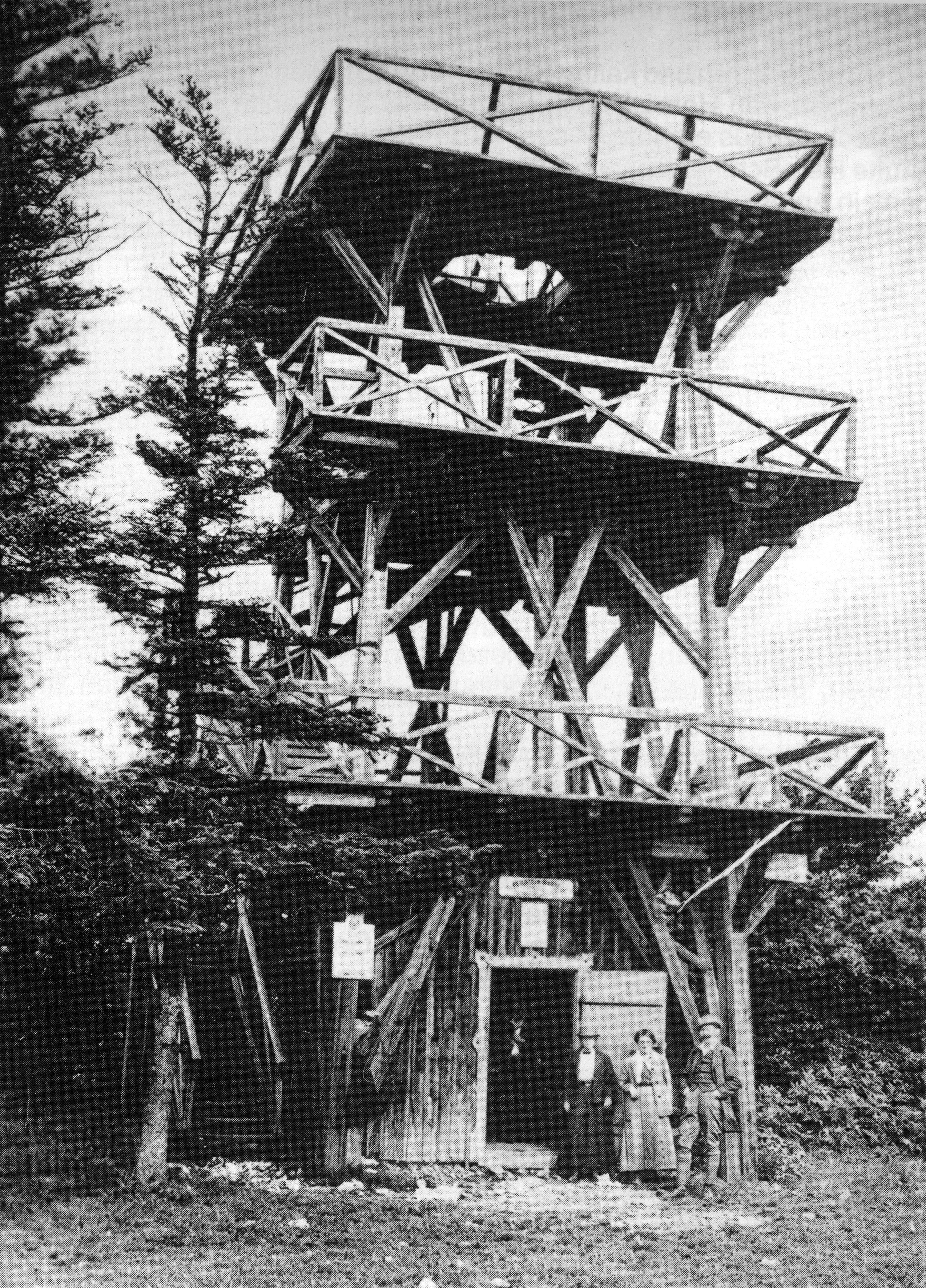
Peilstein-Warte um 1910

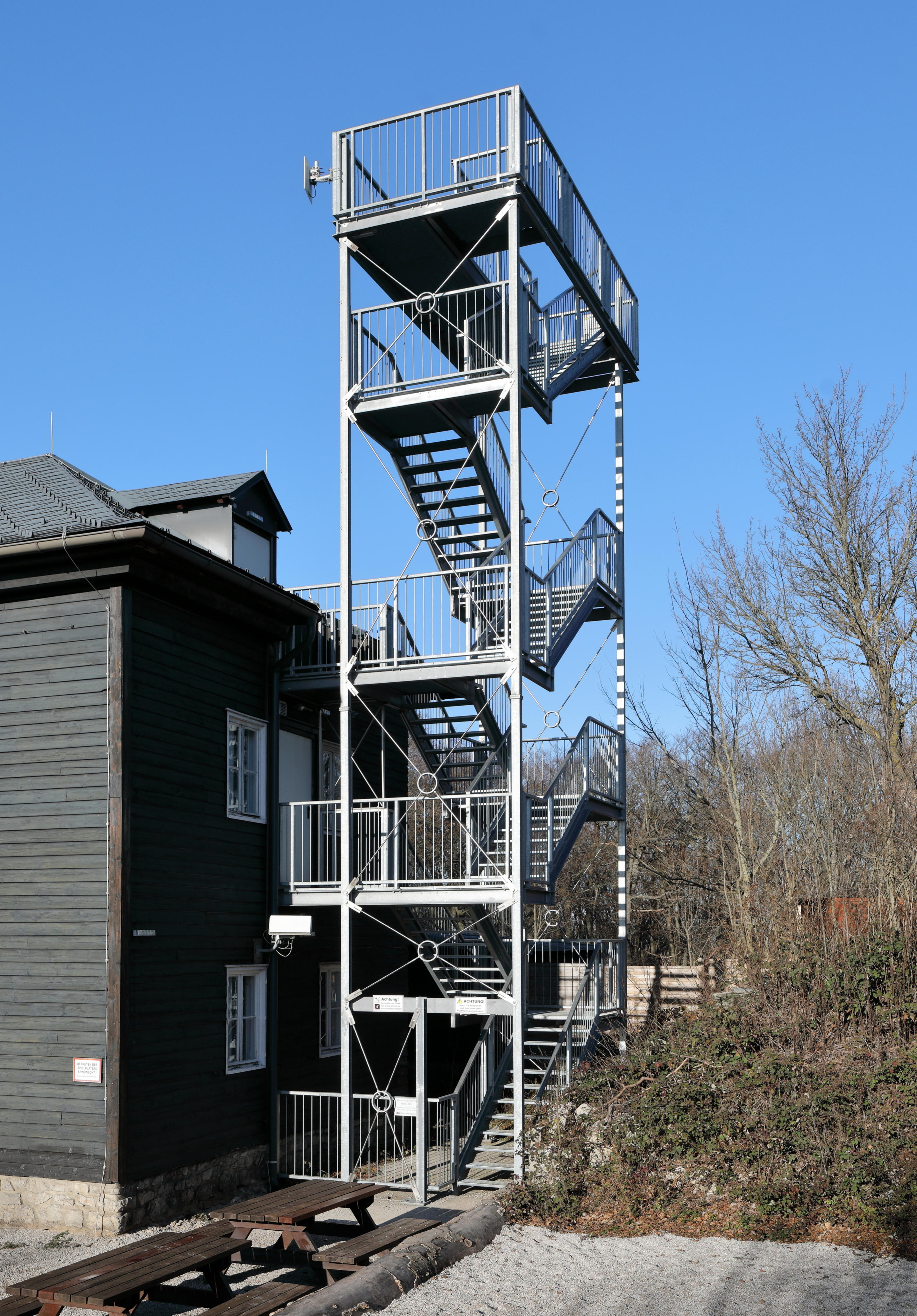
Neue Warte; errichtet 2013

Die Peilstein-Warte (ab 1926 auch Josef Leitner-Warte) war eine Aussichtswarte, die zwischen 1895 und 1947 auf dem Gipfel des 716 Meter hohen Peilsteins im Gemeindegebiet von Weissenbach an der Triesting im Wienerwald stand. Seit 2013 gibt es einen neuen Aussichtsturm auf dem Peilstein.

## Geschichte
Am 3. Oktober 1894 beschloss die Ortsgruppe Baden des Niederösterreichischen Gebirgsvereins den Bau einer Aussichtswarte auf dem Gipfel des Peilsteins. Während des Baus der Warte trat der Baumeister Karner vom Bauvertrag zurück, die Aussichtswarte wurde schließlich von Friedrich Böhme aus Pottenstein fertiggestellt und am 20. Oktober 1895 feierlich eröffnet. Die Baukosten beliefen sich auf 950 Gulden. Die aus Holz gebaute Warte hatte drei Geschoße und war mit einem Dach versehen. Die Höhe wurde ohne Dach mit zehn Metern angegeben. Im Verlauf eines Sturmes 1898 wurde das Dach der Warte abgetragen, im Verlauf des Ersten Weltkrieges musste auch das oberste Geschoß auf Grund von Baufälligkeit abgetragen werden. Zwischen den vier Turmbeinen befand sich eine kleine mit Schindeln verkleidete Schutzhütte. Nach einer Sanierung der Warte, bei der die Warte wieder um ein Geschoß auf zehn Meter erhöht wurde, konnte die Warte am 4. Juli 1926 wiedereröffnet werden. Sie wurde nach dem ehemaligen Obmann der Ortsgruppe Baden des Niederösterreichischen Gebirgsvereins Josef Leitner benannt. 1932 erfolgte eine weitere Sanierung, bei der alle vier Hauptstützen ersetzt werden mussten, in der Hütte wurde eine kleine Bauernstube eingerichtet. Durch einen Treffer der Artillerie am 10. April 1945 im Zuge des Zweiten Weltkrieges wurde der obere Teil der Aussichtswarte so stark beschädigt, dass die Warte 1947 vollständig abgetragen werden musste. Die Unterstandshütte bestand noch bis 1951.
2013 wurde ostseitig des Peilsteinhauses ein 12 m hoher Aussichtsturm errichtet, der gleichzeitig als Feuertreppe für das Ober- und Dachgeschoß des Hauses dient.